# Kuifeend
De kuifeend (Aythya fuligula) is een vogel uit de familie van de eendachtigen (Anatidae). De wetenschappelijke naam van de soort werd in 1758 als Anas fuligula gepubliceerd door Carl Linnaeus.

## Veldkenmerken
Een volwassen exemplaar is ongeveer 45 centimeter groot (van snavelpunt tot staartpunt) en is daarmee ongeveer even groot als de topper. De naam danken de dieren aan de kuif, die zowel het mannetje als vrouwtje heeft. De kuif van het mannetje is veel groter en hangt af. Die van het vrouwtje is bescheiden maar duidelijk zichtbaar.
De donkerbruine kuikens, die slechts een paar lichtere, symmetrisch geplaatste vlekken hebben, en een gele buik, vallen op door de grote snavel en grote poten, die relatief ver naar achteren zijn geplaatst, als bij een zwaan.
Ze lopen, mede daardoor, rechter op dan de kuikens van de wilde eend, die het lijf vrijwel horizontaal houden tijdens het lopen.
Ook in het jeugdverenkleed, dat na zo'n drie weken door het dons begint te breken en na zo'n tien weken vrijwel af is, is zichtbaar of het om een woerd of een eend gaat.
Het verenkleed van de woerd is dan al vrij licht op de flanken en bijna zwart op de rug.
De eenden hebben een chocoladebruine kop en flanken, moccakleurige vleugels en een grijs-witte buik.
Tegen de eerste winter zijn beide geslachten op kleur. De woerden hebben dan de helderwitte flanken en zwarte kop en rug. De kop laat een donkerpaarse gloed zien en de kuif is ook ontwikkeld. De eenden hebben dan een witte buik en een lichtere vlek aan de basis van de snavel. Vergelijkbaar met die van de topper-eendenvrouw maar minder uitgesproken.
Beider snavels zijn dan grijs met een zwarte punt. De kuifeend is een goede vlieger en laat een opvallende witte streep zien in de uitgeslagen vleugels.

## Leefwijze
De kuifeend is een duikeend en brengt het grootste gedeelte van de dag door op het water waarbij hij langdurig duikt op zoek naar voedsel (slakken, algen, schelpdieren, waterplanten) en hij is daarbij niet kieskeurig.
De sterke en vrij scherpgerande snavel, met een flinke verharde punt aan het eind, draagt bij aan de stroomlijn onder water maar maakt het bovendien gemakkelijker om snel voedsel te kunnen oppikken of afbijten.
De ver naar achter geplaatste poten dragen bij aan een betere voortstuwing op en onder water maar maken het lopen op land wat moeilijker.
Ze komen vrij veel voor op sneller stromend water van rivieren, waarbij ze moeiteloos tegen de stroom inzwemmen om op exact dezelfde plek op het water te kunnen blijven, maar ze voelen zich net zo thuis op rustiger meren.

## Voortplanting
Het nest wordt gebouwd nabij het water, verborgen in de oeverbegroeiing. Het legsel bestaat uit zes tot twaalf lichtgele tot grijsgroene eieren, die 26 dagen worden bebroed.

## Verspreiding en leefgebied
Het broedareaal strekt zich uit over de gehele noordelijke helft van Europa, inclusief IJsland. Deze soort overwintert in West-, Midden- en Oost-Europa, en verspreid over Zuid-Europa en Noord-Afrika. 
In België is de kuifeend een vrij talrijke broedvogel (1.900 tot 2.400 paren) en een wintergast in vrij groot aantal. Het aantal overwinteraars ligt meestal tussen 10.000 en 15.000 (uitzonderlijk tot 20.000 in strenge winters). Concentraties van duizenden kuifeenden zijn zeldzaam in België, en worden vooral vastgesteld op kanalen en in havengebieden bij strenge vorst (o.a. tot 10.000 ex. in de haven van Gent).
In Nederland werd de broedpopulatie in 2013–2015 geschat op 20.000–24.000 paren. In de winter zijn de aantallen veel groter, met 180.00–240.000 overwinteraars in 2013–2015 was de kuifeend de talrijkste duikeend in Nederland. Vooral in het IJsselmeergebied en in de zoete Deltawateren verblijven soms groepen van tienduizenden vogels.

## Status
De grootte van de populatie is in 2015 geschat op 2,6-2,9 miljoen vogels. Op de Rode lijst van de IUCN heeft deze soort de status niet bedreigd.

## Video
- Een groep kuifeenden